# Noasca
Noasca (en français Noasque) est une commune italienne de la ville métropolitaine de Turin, dans la région Piémont. Elle se trouve dans la vallée de l'Orco.

## Administration
| Période                                  | Période  | Identité               | Étiquette | Qualité |
| ---------------------------------------- | -------- | ---------------------- | --------- | ------- |
| 29 mai 2006                              | En cours | Piero Sergio Cucciatti | civica    |         |
| Les données manquantes sont à compléter. |          |                        |           |         |

### Hameaux
Gera, Gere Eredi, Balmarossa, Jerner, Jamoinin, Pianchette, Borno.

### Communes limitrophes
Cogne, Valsavarenche, Locana, Ceresole Reale, Groscavallo, Chialamberto.